# Tunnel-Creek-Nationalpark
Der Tunnel-Creek-Nationalpark (engl. Tunnel Creek National Park) liegt in der Kimberleyregion und ist ein touristisch populärer Nationalpark in Westaustralien. Er liegt etwa 1.850 km nordöstlich von Perth und 470 km östlich von Broome sowie 115 km nördlich von Fitzroy Crossing. Er erstreckt sich über 0,91 km² und wurde 1992 als Nationalpark deklariert.

## Geologie
Der Tunnel Creek gehört zur Napier Range, Relikt eines ca. 350 Mio. Jahre alten devonischen Riffs, aus dem auch die Windjana-Schlucht und die Geikie-Schlucht hervorgegangen sind.
Die Entstehungsgeschichte umfasst zwei Stufen: Die erste Stufe ist die Anhebung des devonischen Meeresbodens vor ca. 250 Millionen Jahren mit nachfolgender Kalksteinbildung. Das Riff wurde dann durch jüngeres Sedimentgestein überdeckt. Vor ca. 20 Mio. Jahren gab es eine zweite Anhebung mit nachfolgender Erosion des jüngeren Gesteins, so dass der zu Grunde liegende ältere Kalkstein, den Kalkalgen, Stromatoporen und Korallen geformt hatten, wieder zum Vorschein kam.
Die Besonderheit beim Tunnel Creek – einem Nebenbach des Lennard River, der die Windjana-Schlucht hervorgebracht hat – ist sein unterirdischer Verlauf auf einer Strecke von ca. 750 m. Dieser Tunnel ist das Erosionswerk des kleinen Baches, der über die Jahrtausende eine 9–15 m breite Höhle entstehen ließ, indem er den Kalk löste. Durch feine Ritzen ist das Wasser in das Gestein eingedrungen und hat die Hohlräume gebildet. Die Mimbi Caves, ein größeres, schwerer zugängliches Höhlensystem ca. 80 km südlich von Fitzroy Crossing, sind geologisch verwandt und auf ähnliche Weise entstanden.
Tropfsteinformationen – Stalagmiten und Stalaktiten – prägen die Struktur des Tunnels.

## Geschichte
Ende des 19. Jahrhunderts schrieb der Tunnel Geschichte. Jandamarra, ein Bunuba-Aborigine, leistete gewaltsamen Widerstand gegen die europäische Besiedlung Australiens. Ihm gelang es, sich im Tunnel 2,5 Jahre vor den bewaffneten weißen Siedlern und vor der Polizei versteckt zu halten.
Jandamarra war in der Windjana-Schlucht am 16. November 1894 am Pigeon's Rock angeschossen und schwer verletzt worden; seine Verfolger hielten ihn für tot. Da er durch einen Felssturz im Tunnel jedoch immer wieder ins Freie entkommen, draußen gesehen werden und dann auf wundersame Weise wieder verschwinden konnte, hielt man seinen Geist für unsterblich. Sein Ruf war legendär und man glaubte, dass ihn lediglich ein anderer mythischer Aborigines-Krieger besiegen könnte.
Die Polizei rekrutierte in ihre Dienste einen Aborigines Tracker namens Micki aus der Pilbara, dem magische Kräfte zugeschrieben wurden. Micki stellte Jandamarra in der Nähe des Tunneleingangs und erschoss ihn am 1. April 1897. Etwa 100 m vom Westende des Kalksteintunnels entfernt befindet sich ein Denkmal für Jandamarra.

## Fauna
Im Tunnel, in dem größere Kolonien von Fledertieren, u. a. Flughunde und die Australische Gespenstfledermaus leben, sind bei ausreichendem Wasserstand Süßwasser-Krokodile gesehen worden.

## Touristische Infrastruktur
Der Zugang von Norden verläuft ab Derby über die unasphaltierte Gibb River Road und die ebenfalls unasphaltierte Fairfield Leopold Downs Road; eine Stichstraße führt nach ca. 55 km in den Nationalpark hinein. Von Süden (Fitzroy Crossing) zweigt die Fairfield Leopold Downs Road nach ca. 30 km vom Great Northern Highway ab.
Ein von Dokumentationstafeln begleiteter Trampelpfad führt an den Tunneleingang, an dem einige Felsbrocken zu überklettern sind. Mit Taschenlampe ist der Tunnel in der Trockenzeit zwischen April und November bis auf seinen Ausgang an der Ostseite begehbar; in den vom Bach verbliebenen Pools reicht das Wasser auch dann noch stellenweise bis zur Hüfte. Der Deckeneinsturz beschert etwa auf der Hälfte der Strecke etwas natürliches Licht. Felsmalereien der Aborigines sind nur noch schwer erkennbar.
Der Nationalpark ist nur tagsüber geöffnet und ohne Camping-Fazilitäten. Es existieren kaum begehbare Wege oder Pfade außerhalb der Tunneldurchquerung. Zur Regenzeit ist der Nationalpark in der Regel geschlossen und die Tunneldurchquerung bei hohem Wasserstand unmöglich.